# Centropyge potteri
Centropyge potteri е вид лъчеперка от семейство Pomacanthidae.

## Разпространение
Видът е разпространен в Малки далечни острови на САЩ (Атол Джонстън) и САЩ (Хавайски острови).